# 全正喜 (1911年)
全正喜（1911年11月17日—1937年10月24日），貴州荔波縣洞塘鄉堯所堡上村人。曾任空軍第2航空大隊第九中隊副隊長。

## 生平
早年考入貴州省軍官教導團，後被送至黃埔軍校武漢分校八期就讀。1937年任空軍第二大隊第九隊任副隊長，後任第十四隊中隊長，同年10月24日在南京上空遭日軍擊落，全正喜隊長、張祺分隊長、游雲章飛行員全數陣亡。2015年8月24日被列入民政部公佈第二批600名著名抗日英烈和英雄群體名錄。